# Marguerite de la nuit
Pour plus de détails, voir Fiche technique et Distribution.
Marguerite de la nuit est un film franco-italien réalisé par Claude Autant-Lara et sorti en 1955.

## Synopsis
À Paris, à la sortie d'une soirée à l'opéra, le vieux et compassé docteur Faust est abordé par un certain M. Léon, énigmatique et élégant individu qui, un peu plus tôt, était en train de dealer à des chanteurs de l'opéra. M. Léon lui offre une cigarette, et bien qu'il ne fume jamais, Faust l'accepte et, stupéfait, s'aperçoit qu'elle brûle sans se consumer. Comme sous l'emprise d'un charme, Faust suit l'étrange personnage au cabaret Pigall's où, encore une fois, il faillit à ses habitudes en consommant l'alcool que lui propose M. Léon.
Dans le cabaret, le vieux docteur est ébloui par Marguerite, une séduisante danseuse sortie du ruisseau. Il regrette alors amèrement sa vie d'ascète et sa jeunesse enfuie. Il n'en faut pas plus pour que Méphisto tombe le masque et lui offre de retrouver ses vingt ans moyennant un pacte signé avec son sang. Le lendemain, le jeune docteur Georges Faust accourt au Pigall's pour revoir Marguerite. Une idylle se noue, mais lorsque l'ancien petit ami de Marguerite s'interpose, Faust le tue dans la bagarre qui s'ensuit.
Les amants se réfugient chez le frère de Marguerite, un prêtre. Informée du pacte, et après concertation avec son frère, Marguerite rencontre Méphisto pour lui racheter l'âme de Faust. Méphisto ne connaît qu’une tractation : une âme en échange d'une autre. Marguerite signe alors sa propre damnation pour libérer son amant. Dans le train qui doit emporter Marguerite vers les ténèbres éternelles, Méphisto la délivre du pacte, car elle s'est élevée spirituellement tandis que Faust est condamné à finir ses jours dans l'enfer de sa médiocrité.

## Fiche technique
- Titre original : Marguerite de la nuit
- Titre italien : Margherita della notte
- Réalisation : Claude Autant-Lara
- Assistante : Ghislaine Autant-Lara
- Scénario et dialogues : Ghislaine Autant-Lara, Gabriel Arout d'après le roman éponyme de Pierre Mac Orlan (Éditions Grasset, 1925)
- Décors : Max Douy
- Costumes : Rosine Delamare, Paulette Coquatrix, Léon Zay
- Photographie : Jacques Natteau
- Son : Pierre Calvet, Pierre Bertrand
- Montage : Madeleine Gug
- Musique : René Cloërec
- Production : Alain Poiré, Pierre Bochart, Cino Del Duca
- Sociétés de production : Société Nouvelle des Établissements Gaumont (France), Del Duca Films (France), Cino Del Duca (Italie)
- Société de distribution : Gaumont
- Pays d'origine :  France,  Italie
- Langue originale : français
- Format : couleur (Technicolor) — 35 mm — 1.37:1 — son monophonique
- Genre : drame poétique, film fantastique
- Durée : 125 minutes
- Dates de sortie :
  - Italie : 29 décembre 1955
  - France : 18 janvier 1956
- (fr) Classification CNC : tous publics (visa d'exploitation no 16906 délivré le 16 janvier 1956)
- Affiche : Clément Hurel (France)

## Distribution
- Michèle Morgan : Marguerite
- Yves Montand : « M. Léon » alias Méphisto
- Jean-François Calvé : Georges Faust
- Pierre Palau : le docteur Faust
- Massimo Girotti : Valentin
- Jacques Clancy : Angelo
- Jean Debucourt : l'homme austère
- Louis Seigner : l'homme de l'hôtel
- Jacques Josselin : le patron du Pigall's
- Hélène Tossy : la patronne de café
- Fernand Sardou : le patron de café
- Paul Demange : un consommateur au Pigall's
- Jacques Erwin : le ténor
- Geneviève Morel : la concierge
- Madeleine Lambert : l'admiratrice
- Jacqueline Chambord : la chanteuse
- Françoise Jacquier : la dame du vestiaire
- Yannick Malloire : Lucienne, la petite fille
- Louisa Colpeyn : la comtesse russe
- Suzet Maïs : la consommatrice
- Louis Blanche : l'aveugle
- Camille Guérini : l'écrivain
- Max Mégy : un inspecteur
- Lucien Frégis : un chasseur
- Robert Le Fort : le barman
- Bernard Musson : le garçon
- Jean Degrave : un consommateur
- Guy Favières : un témoin
- Claude Bertrand : Jo

## Production

### Tournage
- Intérieurs : Franstudio à Saint-Maurice (Val-de-Marne).

### Chanson
- Les Amours oubliées, paroles de Jacques Larue et musique de René Cloërec, interprétée par Michèle Arnaud (voix chantée de Michèle Morgan)[1],[2].